# Cómo pudiste hacerme esto a mí
«Cómo pudiste hacerme esto a mí» es una canción interpretada por el grupo español Alaska y Dinarama, incluida en su segundo álbum de estudio, Deseo carnal. El sello discográfico Hispavox la publicó como el primer sencillo del álbum en septiembre de 1984. La canción figuró en el recopilatorio Grandes éxitos (1994). «Cómo pudiste hacerme esto a mí» fue compuesta por Carlos Berlanga y Nacho Canut, mientras que Nick Patrick la produjo.  La letra habla de la traición, los celos y la venganza en una relación sentimental.

## Lanzamiento y recepción
En septiembre de 1984 se publicó como primer single del álbum, convirtiéndose rápidamente en número uno, manteniéndose en los primeros puestos de ventas y en las listas de radio fórmulas hasta principios de 1985. Incluyó como lado B la canción «Tormento». Además, se publicó en formato de maxisencillo, donde el lado A presentó una versión Re-Mix del tema principal, mientras que el Lado B incluyó como temas adicionales «Tormento» y «De sol a sol (Instrumental)».

## Vídeo musical
La canción nunca tuvo un vídeo oficial, al igual que muchos otros sencillos de Dinarama. Sin embargo, para representarla, es común ver una actuación del grupo en México, grabada durante la misma grabación del video de «Ni tú ni nadie» en 1985.  
En esta actuación, Alaska lidera la escena con su característico look de la época: melena de rastas, vestido largo, anillos, pulseras y, como siempre, maquillaje en tonos intensos. A su derecha se encuentra Carlos Berlanga, quien también interpreta la canción, vistiendo una chaqueta de cuero negro. En el fondo, se pueden observar los músicos del grupo: la batería está ubicada detrás de Berlanga, Nacho Canut toca el teclado a su costado y Luis Miguélez se encuentra al fondo, tocando el saxofón. El video consiste principalmente en planos de los integrantes interpretando la canción, similar a lo que ocurre en el video de «Ni tú ni nadie». Ambas grabaciones fueron tomadas durante la presentación del grupo en el programa Tocata. 

## Lista de canciones y formatos
| Sencillo de 7" |                                  |          |  |
| N.º            | Título                           | Duración |  |
| 1.             | «Cómo pudiste hacerme esto a mí» | 4:05     |  |
| 2.             | «Tormento»                       | 2:42     |  |

| Maxisencillo de 12" |                                           |          |  |
| N.º                 | Título                                    | Duración |  |
| 1.                  | «Cómo pudiste hacerme esto a mí» (Re-Mix) | 5:40     |  |
| 2.                  | «Tormento»                                | 2:42     |  |
| 3.                  | «De sol a sol» (Instrumental)             | 2:42     |  |

## Créditos y personal
| - Alaska: voz. - Carlos Berlanga: voz y composición. - Nacho Canut: composición y bajo. - Nick Patrick: producción. | - Jorge Árboles: batería. - Luis Miguélez: guitarra. - Chris Sheldon: mezcla de audio. - Marcos Mantero: teclado. |

Créditos adaptados de las notas de Deseo carnal.

## Posicionamiento en listas

### Semanales
| Lista (1984)   | Posición |
| -------------- | -------- |
| España (AFYVE) | 1        |